# CyberTown
Cybertown (с англ. — «Кибергород», ранее Colony City)  —  Интернет-сообщество.

## Движок
Трехмерные миры работают на языке VRML. Используется технология Blaxxun в сочетании с элементом управления Blaxxun Contact VRML Viewer для взаимодействия в трехмерных мирах. Участникам разрешено  создавать собственные 3D-объекты для использования в Cybertown. Все трехмерные объекты были созданы пользователями.

## История
Проект Colony City был основан в 1996 году в качестве демонстрационного проекта интерактивного движка Blaxxun.  Был использован язык моделирования виртуальной реальности (VRML ) для отображения 3D-контента, включая виртуальные миры и аватары. Эти файлы VRML превратились в общие виртуальные миры с использованием   многопользовательской серверной технологии Blaxxun, позволяющей людям со всего мира встречаться и взаимодействовать в Интернете в режиме реального времени.